# Кернер, Юстинус
Юстинус Кернер (Юстин Кернер, нем. Justinus Andreas Christian Kerner; 18 сентября 1786 — 21 февраля 1862) — немецкий врач, медицинский писатель и поэт (входил в состав Швабских поэтов), сторонник месмеризма, изобретатель кляксографии.

## Биография
Юстинус Кернер родился в Людвигсбурге. После получения традиционного образования в Людвигсбурге и Маульбронне он проходил стажировку на ткацкой фабрике. В благодарность за хорошую работу в 1804 году получил возможность поступить в Тюбингенский университет. Там он изучал медицину, а в свободное время занимался литературой в компании Людвига Уланда, Густава Шваба и других (т. н. швабская школа немецкого романтизма).
После получения в 1808 году диплома Кернер провёл несколько лет в путешествиях, пока не осел на курорте Вильдбад, где завёл медицинскую практику. Вместе с Уландом и Швабом составил поэтический альманах (1812) и сборник Deutscher Dichterwald (1813), в котором поместил свои самые известные стихотворения. В 1815 году был официально назначен районным медиком (Oberamtsarzt) в Гайльдорфе, а в 1818 году переведён в Вайнсберг, где он и провёл остаток своей жизни.
Перу Кернера принадлежат медицинские трактаты о животном магнетизме, в том числе описание влияния на организм себациновой кислоты. Его двухтомником «Ясновидящая из Префорста» (рус. пер. 1909) зачитывалась вся Европа; главная героиня — рано умершая духовидица Фредерика Гауффе. Князь В. Ф. Одоевский под впечатлением от этой книги написал рассказ «Орлахская крестьянка» (1842).
Особняк, выделенный доктору Кернеру городскими властями, был открыт для всех ценителей литературы и искусства. У него в гостях часто бывали поэты Александр Вюртембергский, Василий Жуковский и Николаус Ленау. Также побывал у него бывший шведский король Густав IV.
В 1823 году, по инициативе Юстинуса Кернера, было основано женское общество (Weibertreu-Verein) для помощи бедным женщинам, известным своею самоотверженностью и преданностью.
В 1849 году Кернер написал воспоминания о годах детства. Из-за прогрессирующей слепоты в 1851 году отошёл от медицинской практики и в дальнейшем жил под присмотром дочери в Вайнсберге вплоть до своей смерти в 1862 году. В последние годы увлёкся интерпретацией клякс, которые образуются при свёртывании листа бумаги с пролитыми на него чернилами (прототип теста Роршаха). Предваряя эксперименты парижских сюрреалистов с автоматическим письмом, Кернер находил в таких кляксах древнеегипетские мотивы — бабочек, скарабеев и иероглифы.
В 1856 году подготовил первую биографию своего кумира Ф. А. Месмера.
- Художественные кляксы доктора Кернера
- Так называемая Klecksographie Kerner с его метафорическими линиями в метре, написанными его собственным почерком

## Память
В честь поэта был назван технический (винный) сорт винограда — Кернер.

### Список произведений
- Ясновидящая из Префорста
  - По ту сторону смерти. Записки ясновидящей. — СПб.: Родник, 1909. — 230 с.
  - По ту сторону смерти. Записки ясновидящей. — Рига: Изд-во Н. Гудкова, 1936. — 178 с.
  - Лишённые родины. Провидица из Префорста = Die Heimatliosen. Die Seherin von Prevorst. — М.: Летний сад, 2013. — 304 с. — 300 экз. — ISBN 978-5-98856-173-6.